# Światłość
Światłość (natężenie strumienia źródła światła) – w fotometrii, wielkość charakteryzująca wizualną jasność źródła światła. Światłość jest podstawową wielkością w fotometrii wizualnej. Jednostką światłości jest kandela, która należy do jednostek podstawowych układu jednostek SI.
Z innymi wielkościami fotometrycznymi światłość wiąże się następującym równaniem:
{\displaystyle I={\frac {{\text{d}}\Phi }{{\text{d}}\omega }},}
co oznacza, że światłość {\displaystyle I} jest równa stosunkowi strumienia świetlnego {\displaystyle {\text{d}}\Phi } emitowanego w nieskończenie mały kąt bryłowy {\displaystyle {\text{d}}\omega } do wartości tego kąta.

## Związek światłości z wielkościami radiometrycznymi
W radiometrii światłości odpowiada natężenie źródła światła mierzone w watach na kąt bryłowy. Z natężeniem źródła światłość związana jest następującą zależnością
{\displaystyle I=K\int {I_{\lambda }a_{\lambda }\operatorname {d} \lambda },}
gdzie całkowanie rozciąga się po całym zakresie długości światła widzialnego, a poszczególne symbole oznaczają:
{\displaystyle I_{\lambda }} – widmowe natężenie źródła światła (w watach na steradian na m),
{\displaystyle K} – współczynnik pozwalający przeliczyć natężenie światła na strumień świetlny dla światła o długości 555 nm (barwa zielona), {\displaystyle K} = 680 lm/W,
{\displaystyle a_{\lambda }} – współczynnik skuteczności świetlnej,
{\displaystyle \lambda } – długość fali świetlnej.